# La cantina
La Cantina; Entre copa y copa… es el quinto álbum de estudio en español de la cantante mexicana Lila Downs, producido por ella misma junto con Paul Cohen y Aneiro Taño, La Cantina salió a la venta de forma simultánea en México, España, Estados Unidos, Reino Unido y Colombia el 29 de abril de 2006, a pocos días de su lanzamiento oficial logró colocarse dentro de los primeros lugares de popularidad logrando posicionarse en el segundo lugar en ventas en la categoría de world music según la cadena de tiendas Mixup. 
Lila Downs tardó aproximadamente año y medio en preparar este proyecto que se basa en canciones rancheras mexicanas y corridos, fusionando sonidos como el pop, el rock, norteño, cumbia y hip-hop. Este CD consta de quince temas de los cuales doce son del repertorio tradicional mexicano tres son de la autoría de Lila Downs e incluye una versión en Idioma inglés de "La cumbia del mole", canción que dio fama a Downs y hasta la fecha es la carta de presentación de esta artista, las letras hablan sobre amor y desamor, conflictos sociales y tradiciones mexicanas.

## Lista de temas
| La Cantina |                                          |                       |          |  |
| N.º        | Título                                   | Escritor(es)          | Duración |  |
| 1.         | «La cumbia del mole»                     | Lila Downs/Paul Cohen | 4:10     |  |
| 2.         | «El corrido de Tacha “la teibolera”»     | Lila Downs/Paul Cohen | 3:45     |  |
| 3.         | «Agua de rosas»                          | Lila Downs/Paul Cohen | 4:21     |  |
| 4.         | «Tu recuerdo y yo»                       | José Alfredo Jiménez  | 3:17     |  |
| 5.         | «La cama de piedra»                      | Cuco Sánchez          | 3:59     |  |
| 6.         | «El relámpago»                           | Tradicional           | 3:07     |  |
| 7.         | «Penas del alma»                         | Felipe Valdez Leal    | 3:30     |  |
| 8.         | «La tequilera»                           | Alfredo Sotelo        | 2:45     |  |
| 9.         | «Pa’ todo el año»                        | José Alfredo Jiménez  | 3:21     |  |
| 10.        | «El centenario»                          | Mario Quintero Lara   | 3:03     |  |
| 11.        | «La noche de mi mal»                     | José Alfredo Jiménez  | 2:45     |  |
| 12.        | «Árboles de la barranca»                 | Tradicional           | 2:52     |  |
| 13.        | «La cumbia del mole (Versión en inglés)» | Lila Downs/Paul Cohen | 3:40     |  |
| 14.        | «Yo ya me voy»                           | Tradicional           | 2:47     |  |
| 15.        | «Amarga Navidad»                         | José Alfredo Jiménez  | 4:19     |  |

## Sencillos
- La cumbia del mole
- Agua de rosas

## Créditos

### Músicos
- Lila Downs – Voz, güiro.
- Paul Cohen – Clarinete, programaciones.
- Celso Duarte – Arpa, violín, coros, guitarra acústica.
- Yayo Serka – Batería, percusión.
- Rob Curto – Acordeón.
- Guilherme Monteiro  –  Guitarra eléctrica.
- Ángel Chacón – Guitarras.
- Paty Piñón – Percusiones.
- Ernesto Anaya– Vihuela.
- Elmar Castañeda – Arpa.
- Booker King – Bajo eléctrico.
- Moisés García – Trompeta.
- Rodrigo Duarte – Celo.

## Dirección y realización
- Lila Downs – Producción, dirección.
- Paul Cohen – Producción, arreglos.
- Aneiro Taño – Producción ejecutiva.